# Clinocera riparia
Clinocera riparia är en tvåvingeart som först beskrevs av Robert 1836.  Clinocera riparia ingår i släktet Clinocera och familjen dansflugor.
Artens utbredningsområde är Belgien. Inga underarter finns listade i Catalogue of Life.